# (20032) 1992 PU
1992 PU (asteroide n.º 20032) es un asteroide del cinturón principal. Posee una excentricidad de 0,10986910 y un inclinación de 2,64363º.
Este asteroide fue descubierto el 8 de agosto de 1992 por Eric Walter Elst en Caussols.